# Aimee Barrett-Theron
Aimee Barret-Theron (Kaapstad, 27 juni 1987) is een rugbyscheidsrechter uit Zuid-Afrika. Ze begon als kind met het spelen van rugby union, onder meer geïnspireerd door het wereldkampioenschap van 1995 dat werd gewonnen door de Zuid-Afrikaanse Springbokken, en floot haar eerste amateurwedstrijd in 2014.
Barret-Theron ging in 2024 verschillende keren viral op sociale media door haar directe doch beleefde wijze van communiceren met de aanvoerders op het veld.

## Carriere
Barret-Theron nam als jonge speler deel in verschillende rugby-varianten. Ze speelde zowel nationale als internationale wedstrijden, en nam deel in het Zuid-Afrikaanse vrouwenteam in drie Touch World Cups, een rugby sevens en het rugby union wereldkampioenschap in 2010. Ze speelde op verschillende posities: fullback, centre en fly-half.
Eind 2016 floot Barret-Theron haar eerste internationale rugbywedstrijd, Fiji tegen Hong Kong, en het jaar daarop ook wedstrijden in de six nations competitie voor mannen en het wereldkampioenschap rugby voor vrouwen in Engeland. In september 2024 floot ze als eerste vrouwelijke rugbyscheidsrechter haar 40ste internationale wedstrijd.
Barret-Theron studeerde biofysica in Stellenbosch.

## Persoonlijk
Barret-Theron is open over haar ASS, en hoe rugby voor haar een onderwerp is waarop zij een hyperfocus heeft. De uitdagingen uit het dagelijks leven ervaart ze niet als ze als scheidsrechter op het veld staat: ze noemt haar autisme haar 'superkracht'.